# Jinbe (manga)
Jinbe (じんべえ?, Jinbē) è un manga di Mitsuru Adachi. In Giappone è stato pubblicato in sette capitoli, tra il 1992 e il 1997, all'interno della rivista seinen Big Comic Original, per poi essere raccolto in un unico tankōbon.
Nel 1998 ne è stato tratto un dorama live action in 11 puntate prodotto e trasmesso da Fuji TV.
In Italia è stato pubblicato dalla casa editrice Star Comics nel maggio del 2005, all'interno della collana Storie di Kappa nº 128. Nel volume sono presenti 48 pagine a colori.

## Trama
La storia parla della relazione tra Jinpei, soprannominato Jinbē e la sua figliastra Miku. La madre di Miku, Rikako, morì quando la ragazza aveva tredici anni, poco dopo il matrimonio con Jinpei. Miku nacque da una precedente relazione della madre con un altro uomo. Non v'è quindi alcun legame di sangue tra i due. Adachi tratta molto delicatamente il loro avvicinamento e innamoramento.

## Personaggi e interpreti
La storia è stata adattata in un dorama stagionale autunnale in 11 puntate, prodotto e trasmesso da Fuji TV nel 1998.
- Jinbei Takanashi, interpretato da Masakazu Tamura
- Miku Takanashi, interpretata da Takako Matsu
- Makoto Teranishi, interpretato da Tsuyoshi Kusanagi
- Michiko Tsujima, interpretata da Reiko Takashima
- Shuuichi Ishizukla, interpretato da Takashi Ukaji
- Yukio Miyage, interpretato da Koji Shimizu
- Manabu Mitamura, interpretato da Leo Morimoto
- Mayumi Ozaki, interpretata da Mayuko Nishiyama
- Tomoko Machiyama, interpretata da Mami Kurosaka
- Hiro interpretato da Masashi Koda

## Relazioni con altre opere dell'autore
Un tema molto simile, rapporto d'amore tra parenti non consanguinei, è trattato da Adachi in  Miyuki, un altro suo manga precedente a Jinbe.